# アルフォンソ・ポルティージョ

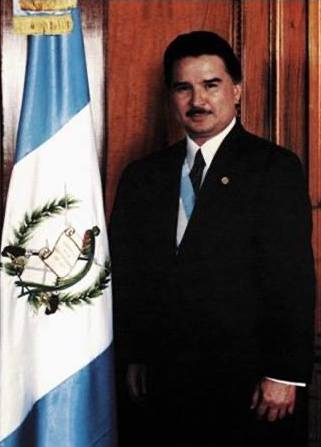
公式の肖像

アルフォンソ・アントニオ・ポルティージョ・カブレラ（Alfonso Antonio Portillo Cabrera、1951年9月24日 -）はグアテマラの政治家。2000年から2004年の間グアテマラの大統領をつとめたが、彼の政権は汚職によって悪名高く、退任後に裁判にかけられた。

## 経歴
ポルティージョはサカパ県サカパに生まれ、メキシコのゲレーロ自治大学(UAG)の法学・社会科学部を卒業後、メキシコ国立自治大学(UNAM)の経済学の博士の学位を取得した。その後は出身大学の准教授として教えていた。
1989年に帰国し、はじめ左派の社会民主党(PSD)、後にキリスト教民主党(DCG)に所属し、1994年にグアテマラ議会の議席を得た。しかし1995年に党は分裂し、ポルティージョはキリスト教民主党を離れてエフライン・リオス・モントを党首とするグアテマラ共和戦線(FRG)に移った。リオス・モントは1982-1983年にクーデターで政権をとり、主に先住民のマヤ人を大量虐殺したことで悪名高いが、当時のグアテマラ国内では地方を中心に人気が高かった。
グアテマラ共和戦線では1990年と1995年の大統領選挙において党首のリオス・モント本人を大統領候補にしようとしたが、過去にクーデターを起こした者が大統領に就任することは憲法で禁じられているため、最高選挙裁判所(TSE)はリオス・モントの立候補を認めなかった。このため1995年11月の大統領選挙でグアテマラ共和戦線はポルティージョを候補に立てたが、決選投票でアルバロ・アルスに僅差で敗れた。

### 大統領
1999年11月の大統領選挙 (1999 Guatemalan general election) においてグアテマラ共和戦線はふたたびポルティージョを候補に立てた。ポルティージョは政治倫理の確立、汚職との戦い、先住民の擁護、市民の安全性の確保などを公約に掲げて勝利し、2000年1月14日に大統領に就任した。議会でもグアテマラ共和戦線が絶対多数を占めた。リオス・モントはグアテマラ議会の議長に選出された:370。
ポルティージョ大統領は2001年5月に日本を訪問した:90。グアテマラ内戦の和平合意後、アメリカ合衆国とならんで日本はグアテマラに対する最大の援助国になっていた:94。
公約とは裏腹に、ポルティージョ政権では汚職がかつてない規模に拡大した:370。2000年8月には酒造業界と癒着したリオス・モントらの議員がひそかに酒税を引きさげる事件が発生した。この事件はスキャンダルになったが、議員らが有罪判決を受けることはなかった:370。
和平合意の結果、付加価値税が12%にあげられることになり、このために経済界・市民団体と対立した。2001年には選挙公約違反に対する抗議が起きた。大統領就任後2年後の世論調査では、政権を「支持しない」と答えた回答者の割合が82%にのぼった。
2002年2月のアムネスティ・インターナショナルの報告では、1996年のグアテマラ内戦和平協定から5年以上たっているにもかかわらず協定の人権に関する部分が実現されていないとして批判した:5。また当時のグアテマラが伝統的オリガルキア（寡頭支配層）、新興企業家、軍と警察、犯罪者からなる「穢れた同盟」、所謂「マフィア国家」化していることを指摘した:369:48。
過去の暗殺事件については多少の進捗が見られた。1998年のフアン・ヘラルディ元司教 (Juan José Gerardi Conedera) が暗殺された事件については2001年に軍人2名と聖職者1名の3名が有罪判決を受けた:369。1990年のミルナ・マック (Myrna Mack) 暗殺事件についてはすでに実行犯のノエル・デ・ヘスス・ベテタが有罪判決を受けて収監されていたが、殺害命令を出した上官のフアン・バレンシア・オソリオについても2002年に懲役30年の判決が出た。しかしバレンシアは逃亡した:369-370。
2003年の大統領選挙 (2003 Guatemalan general election) でグアテマラ共和戦線は最高選挙裁判所を動かし、ついにリオス・モント本人の立候補を認めさせた。他の党の抗議によって最高裁判所がリオス・モントの出馬を差し止めると、7月24日にグアテマラシティで何千人ものリオス・モント支持者が覆面をして武装し、反対派本部などを襲撃する事件が起きた。この事件は「黒い木曜日」 (Jueves negro) と呼ばれる。最終的にリオス・モントの立候補は認められたが、グアテマラ共和戦線の強引なやり口と汚職が嫌われて3位に終わった:370。選挙は国民大連合(GANA)のオスカル・ベルシェが勝利し、2004年1月14日に次期大統領に就任した。

### 逮捕と裁判
ベルシェ政権の調査によれば、ポルティージョ時代の汚職や横領によって国庫から10億ドル以上が失われていた:371。
ポルティージョ本人は2004年からメキシコに滞在していたが、グアテマラ政府からの要求により、2008年10月7日にメキシコからグアテマラに身柄を引き渡された。ポルティージョの妻のマリア・エウヘニア・ゴンサレス (es:María Eugenia González) はメキシコのゲレーロ州チルパンシンゴの自宅で2010年5月18日に自殺した。1億2000万ケツァル（約1500万ドル）の公金横領で訴えられたが、2011年5月に証拠不十分として無罪判決が出された。
一方米国は資金洗浄の容疑でポルティージョの引き渡しを求めた。ポルティージョは2010年1月26日にイサバル県で逮捕された。2013年5月24日に米国に身柄が引き渡された。公判においてポルティージョは台湾との外交関係を維持する見返りに250万ドルの賄賂を受け取ったことを認めた。2014年5月、ニューヨーク州南部連邦裁判所はポルティージョに懲役70か月の判決を下したが、すでに52か月勾留されているため、18か月で出所する見込みとされた。
2015年2月に刑期を終えて帰国し、みんなの党(TODOS)から議員選挙に出馬しようとしたが、最高選挙裁判所は彼の立候補を却下した。